# Amanda Zurawski
Amanda Zurawski (1987) és una activista nord-americana de drets reproductius coneguda pel seu paper en demandar l'estat de Texas després de patir riscos mortals durant el seu embaràs després de negar-se un avortament en el cas Zurawski v. State of Texas.

## Cas legal
A Amanda Zurawski se li va negar l'avortament quan tenia 18 setmanes d'embaràs perquè el seu fetus tenia un batec cardíac detectable. Posteriorment, va patir un xoc sèptic dues vegades i es va quedar amb una trompa de Fal·lopi permanentment tancada a causa del teixit cicatricial. Posteriorment, va presentar una demanda contra l'estat de Texas, juntament amb quatre dones més que es van unir a la demanda el març de 2023. El New York Times va informar que el cas va ser la primera vegada que una dona embarassada va emprendre accions legals contra la prohibició de l'avortament des que el Tribunal Suprem va anul·lar Roe v. Wade el 2022 en la decisió de Dobbs v. Jackson Women's Health Organization.

## Treball de defensa
El 26 d'abril de 2023, Zurawski va comparèixer en una audiència del Comitè del Senat dels Estats Units sobre el Poder Judicial sobre l'impacte de la revocació del Tribunal Suprem de Roe v. Wade. Es va dirigir als seus senadors Ted Cruz i John Cornyn, dient que la seva experiència  horrible  es va deure a les polítiques que donaven suport i que gairebé va morir sota el seu guàrdia.
Zurawski va fer una gran campanya per a la reelecció del president Biden i, posteriorment, va ser un substitut de la campanya presidencial de Kamala Harris el 2024 com a partidari obert de  restablir i protegir els drets reproductius en aquest país . Va aparèixer en un anunci de campanya centrat en l'accés a l'avortament que va tornar a explicar la seva història i l'experiència propera a la mort. L'agost de 2024, Zurawski va aparèixer juntament amb el seu marit Josh com a ponent a la Convenció Nacional Demòcrata de 2024, on va parlar que els drets a l'avortament continuaven sent una preocupació principal per a ella, juntament amb l'accés a la anticoncepció i la fecundació in vitro, que han estat els objectius de alguns sectors del moviment contra l'avortament. En una declaració a The 19th, Zurawski no va descartar si ella mateixa pot presentar-se a un càrrec públic el 2026.
El 4 de desembre de 2024, Zurawski va aparèixer al costat de Kerry Washington i Jennifer Lawrence, una de les productores del documental centrat en el cas de Zurawski, a la Hollywood Reporter Women in Entertainment Gala per presentar 1 milió de dòlars en beques universitàries per a estudiants de secundària de comunitats desfavorides de Los Àngels. Zurawski va parlar a l'escenari:
| « | El poder de la teva veu i les teves eleccions mai són petites. A les dones joves d'avui, especialment a les del programa de tutoria: teniu el potencial de canviar-ho tot. … Tens el poder d'exigir més, per la teva salut, la teva educació, les teves carreres, el teu futur, i ningú no t'ha de treure mai aquest poder. | » |

## Pel·lícula documental
El novembre de 2024 es va estrenar als cinemes un documental sobre Zurawski i el seu cas titulat  Zurawski v Texas . La pel·lícula compta amb Zurawski i altres centrats en el cas, al costat de l'advocada principal Molly Duane del Centre per als Drets Reproductius i altres i va ser codirigida per Maisie Crow i Abbie Perrault.

## Premis i reconeixements
El desembre de 2024, Zurawski va ser nomenada una de les 100 dones de 2024 de la BBC.

## Vida personal
Zurawski va créixer a Indiana, on va conèixer el seu ara marit Josh Zurawski quan eren nens petits a l'escola preescolar de l'Acadèmia Aldersgate. Van fer parella a l'institut. Ara viuen a Austin, Texas, treballant en alta tecnologia.